# Fernando Bombal Gordon
Fernando Bombal Gordon (Carabaña, Comunitat de Madrid, 8 d'agost de 1944) és un matemàtic espanyol, acadèmic de la Reial Acadèmia de Ciències Exactes, Físiques i Naturals.

## Biografia
El 1968 es llicencià en ciències matemàtiques amb premi extraordinari a la Universitat Complutense de Madrid, el 1972 es va doctorar amb premi extraordinari. El 1974 fou professor agregat de la Universitat Complutense i el 1981 assolí la càtedra d'anàlisi matemàtica d'aquesta universitat. És membre de la Reial Societat Matemàtica Espanyola.
El 1988 ingressà com acadèmic corresponent de la Reial Acadèmia de Ciències Exactes, Físiques i Naturals, de la que en 2004 en fou escollit acadèmic de número. En 2006 ingressà amb el discurs Paradojas y rigor: la historia interminable. De 2007 a 2015 fou nomenat secretari de la Secció d'Exactes de l'Acadèmia.